# خليفة حسين مصطفى
خليفة حسين مصطفى النطاح، أديب وروائي ليبي راحل، ولد عام 1944 وتوفي عام 2008. يٌعد من بواكير كتّاب القصص والروايات الليبية، خلال ما يزيد عن أربعة عقود مضت. تلقى تعليمه الأول في مسقط رأسه طرابلس، ومن بعد انتقل إلى بنغازي للدراسة الجامعية بقسم التاريخ من الجامعة الليبية، صٌنفت روايته " عين الشمس" كواحدة من أفضل مئة رواية في القرن العشرين.

## سيرته المهنية
ولد الأديب خليفة حسين مصطفى وعاش في طرابلس عام 1944، في الشارع الغربي، وينتمي إلى جيل الكتّاب ما بعد الاستقلال، هو أحد مؤسسي الرواية في ليبيا، والمساهمين الأساسيين في تطويرها. أثناء دراسته الثانوية، في طرابلس، كان يعمل في التدريس في المرحلة الإبتدائية، وحصل على إجازة التدريس في التاريخ من الجامعة الليبية عام 1967 وعمل بذات السنة مدرساً في الجامعة، انتقل من التدريس إلى العمل في الصحافة في جريدة أدبية كانت تصدر في السبعينيات باسم «الأسبوع الثقافي»، وعمل مراسلاً لصحيفة الجهاد بلندن، ثم سافر للدراسة إلى لندن، حينها ارتفعت حصيلته اللغوية مكنته من قراءة الكثير من الأدب الإنجليزي والغربي. نشرت له أول قصة قصيرة كتبها في مجلة الإذاعة الليبية عام 1967 وكانت هذه البداية له، وأردف من بعده معطياته الأدبية، حيث استخدم قلمه في كثير من الإنتاجات، في إنارة قضايا وهموم الناس وحياتهم الاجتماعية في وطنه مثل: "حكايات الشارع الغربي"، وكذلك أحقبة توالت فيه بسط النار والحديد من استعمار وحروب على الوطن العربي ومنها وطنه مثل: «رواية ذات أبعاد تاريخية»، «رواية جرح الوردة»، «رواية ليالي نجمة»، ونشر نتاجه الأدبي في الصحف المحلية والعربية. ألف في نتاجات: القصص القصيرة جداً والأطفال، الروايات، المسرحيات، النقد، والمقالة. شارك في الكثير من الندوات، الملتقيات، المؤتمرات والصحافة الثقافية ، وأشرف على العديد من الملاحق الثقافية، والصفحات الأدبية، والبرامج الإذاعية، وساعد على اكتشاف المواهب الأدبية وتشجيعها. كان خليفة حسين مصطفى عضو برابطة الأدباء والكتّاب  ومحرر لجريدة الأسبوع الثقافي ومديراً لقسم كتاب الطفل بالدار الجماهيرية للنشر والتوزيع ومدير تحرير مجلة سنابل ورئيساً لتحرير مجلة الآمل التي تعنى بأدب الطفل. توفي صباح يوم الجمعة في 22 نوفمبر 2008 عن عمر يناهز الثالثة والستين عامًا، بعد مرحلة معاناة مع مرض السرطان. 

## أعمال الأديب
- (1975)، صخب الموتى: المنشأة العامة للنشر والتوزيع، طرابلس [7]
- (1981)، المطر وخيول الطين: الكتاب والتوزيع والإعلان والمطابع، طرابلس [7]
- (1981)، ذاكرة الكلمات: الكتاب والتوزيع والإعلان والمطابع، مصر [7]
- (1982)، حكايات الشارع الغربي: المنشأة الشعبية للنشر والتوزيع والإعلان، طرابلس [7]
- (1983)، عين الشمس: المنشأة العامة للنشر والتوزيع، ليبيا [7]
- (1984)، جرح الوردة: مطابع الثورة العربية، طرابلس [7]
- (1985)، من حكايات الجنون العادي: المنشأة العامة للنشر والتوزيع والإعلان، طرابلس [7]
- (1986)، عرس الخريف: المنشأة العامة للنشر والتوزيع، طرابلس [8]
- (1986)، أخر الطريق: المنشأة العامة للنشر والتوزيع والإعلان، طرابلس [8]
- (1999)، ليالي نجمة: الدار الجماهيرية، ليبيا [3]
- (2005)، الأرامل والوالي الأخير: الدار الجماهيرية للنشر والتوزيع والإعلان، ليبيا [3]
- (2006) متاهة الجسد

## جوائزه
- أضيفت روايته «عين الشمس» والتي صدرت عام 1983، إلى لائحة اتحاد الكتاب العرب لأفضل مئة رواية في القرن العشرين. [3]